# Wazhen Manasian
Wazhen Hnatowycz Manasian, ukr. Вазген Гнатович Манасян, ros. Вазген Игнатович Манасян, Wazgien Ignatowicz Manasian (ur. 13 marca 1958 w Duszanbe, zm. w styczniu 2024) – ukraiński piłkarz pochodzenia tadżyckiego, grający na pozycji napastnika, trener piłkarski.

## Kariera piłkarska

### Kariera klubowa
Wychowanek klubu Czajka Duszanbe. Pierwsi trenerzy Walerij Fajzrachmanow i Walerij Korczejew. W 1978 rozpoczął karierę piłkarską w drużynie Politechnik Duszanbe, reprezentujący miejscowy Instytut Politechniczny, w którym studiował w latach 1975–1979. We wrześniu 1979 został zaproszony do Pomiru Duszanbe, barw którego bronił przez 12 lat. W 1988 roku zdobył mistrzostwo Pierwoj ligi ZSRR i awansował do Wyższej Ligi. Po rozpadzie ZSRR w kwietniu 1992 przeszedł do Zienitu Petersburg, ale rozegrał tylko 4 gry po czym doznał ciężką kontuzję i latem 1992 kontakt został anulowany. Po zakończeniu leczenia w październiku 1992 został piłkarzem Worskły Połtawa, a potem otrzymał obywatelstwo ukraińskie. W 1995 występował w drugoligowym klubie Nywa-Kosmos Mironówka. W 1996 zakończył karierę piłkarza w rosyjskim zespole Industrija Borowsk.

### Kariera reprezentacyjna
W 1992 rozegrał jeden mecz w narodowej reprezentacji Tadżykistanu.

## Kariera trenerska
Po zakończeniu kariery piłkarza rozpoczął karierę szkoleniowca. Od lipca 2003 do 31 grudnia 2004 trenował Wołoczanin-Ratmir Wysznij Wołoczok. Potem do 16 października 2005 prowadził Czernomoriec Noworosyjsk. 22 czerwca 2008 został mianowany na stanowisko głównego trenera Stali Dnieprodzierżyńsk, którym kierował do 14 sierpnia 2008. W 2009-2010 trenował zespół amatorski FK Wełyka Bahaczka. W 2011 stał na czele uzbeckiego Lokomotivu Taszkent. Od 2013 pomagał trenować Lokomotiv.

## Sukcesy i odznaczenia

### Sukcesy piłkarskie
Pomir Duszanbe
- mistrz Pierwoj ligi ZSRR: 1988

### Sukcesy indywidualne
- król strzelców Pierwoj ligi ZSRR: 1986 (27 goli)

### Odznaczenia
- tytuł Mistrza Sportu ZSRR: 1988